# قرارگاه منطقه‌ای جنوب‌غرب نزاجا

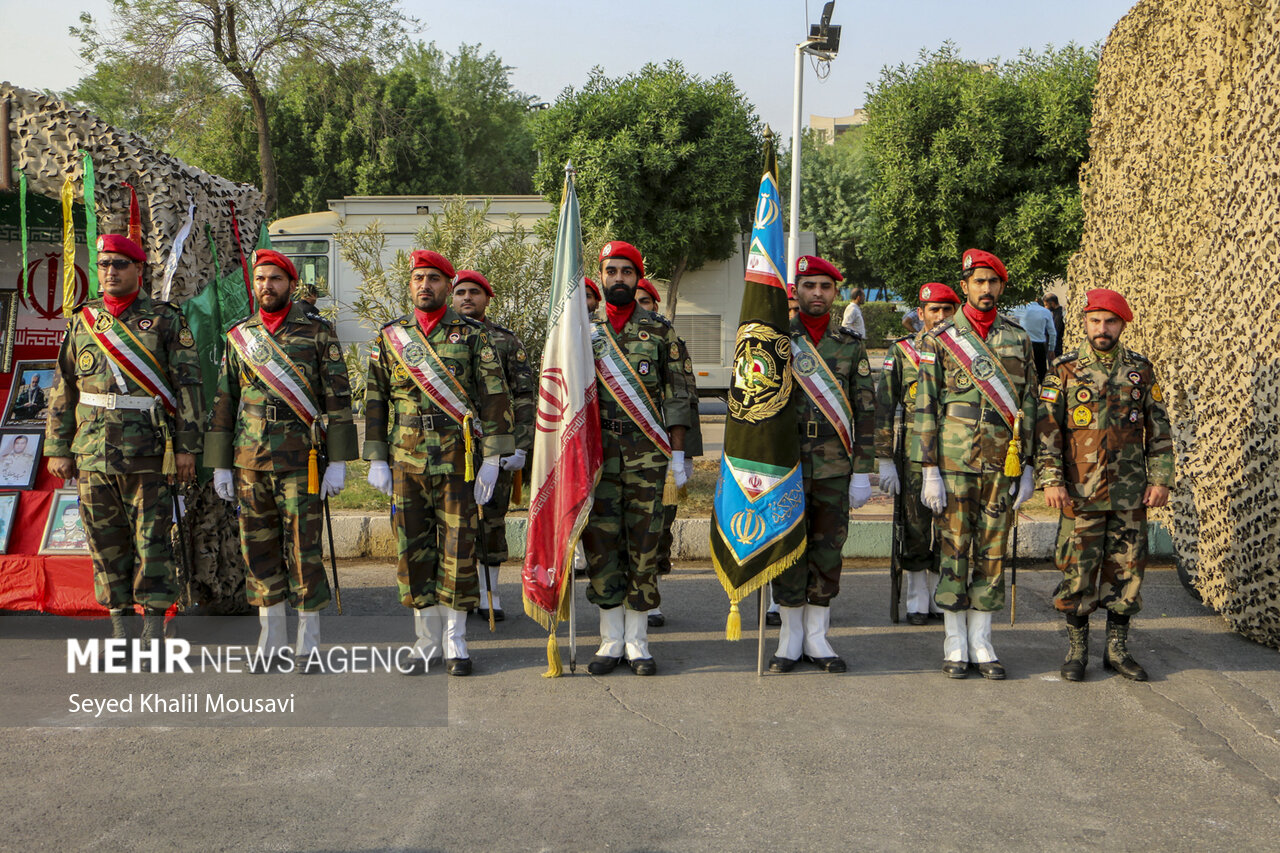
رژه نیروهای قرارگاه منطقه‌ای جنوب‌غرب نزاجا به‌مناسبت سالگرد جنگ ایران و عراق در سال ۱۴۰۱، اهواز

قرارگاه منطقه‌ای جنوب‌غرب نزاجا یک سپاه راه‌کنشی زیرمجموعه نیروی زمینی ارتش جمهوری اسلامی ایران است، که نظارت و فرماندهی عملیاتی بر کلیه یگان‌های نیروی زمینی ارتش در استان‌های جنوب غربی ایران را برعهده دارد. ستاد فرماندهی این قرارگاه در شهر اهواز قرار دارد.
این قرارگاه، یگان‌های نزاجا در استان‌های خوزستان و لرستان را نظارت می‌کند. هم‌اکنون فرماندهی قرارگاه منطقه‌ای جنوب‌غرب نزاجا برعهده سرتیپ‌دوم حسین محمدشفیعی می‌باشد.

## زیرمجموعه‌ها
- قرارگاه عملیاتی لشکر ۸۴ پیاده لرستان

- تیپ ۱۸۴ متحرک‌هجومی خرم‌آباد
- تیپ ۲۸۴ متحرک‌هجومی چگنی

- قرارگاه عملیاتی لشکر ۹۲ زرهی اهواز

- تیپ ۱۹۲ زرهی اهواز
- تیپ ۲۹۲ زرهی دزفول
- تیپ ۳۹۲ زرهی دشت آزادگان

- فرماندهی آماد و پشتیبانی منطقه ۶ نزاجا
- گروه ۴۱۱ مهندسی رزمی بروجرد
- گروه ۴۲۲ مهندسی رزمی اهواز
- پایگاه دوم هوانیروز مسجدسلیمان
- پایگاه سوم پشتیبانی هوانیروز اهواز
- تیپ ۷۲ مکانیزه دوکوهه
- تیپ ۷۹ مکانیزه هویزه
- تیپ ۴۵ تکاور شوشتر
- بیمارستان ۵۲۵ خرم‌آباد
- بیمارستان ۵۷۸ اهواز
- بیمارستان ۵۸۰ دزفول
- بیمارستان ۶۱۶ مسجدسلیمان[۵]